# UCI America Tour de 2019
O UCI America Tour de 2019 foi a décima quinta edição do calendário ciclístico internacional americano. Iniciou-se a 23 de outubro de 2018 na Guatemala, com a Volta à Guatemala e finalizou a 12 de outubro de 2019 com a Volta ao Equador. Em princípio, tinha-se programadas 20 concorrências além dos Campeonatos Panamericanos, outorgando pontos aos primeiros classificados das etapas e à classificação final, ainda que o calendário sofreu modificações ao longo da temporada com a inclusão ou exclusão de algumas carreiras, sendo finalmente 27 as competições que fizeram parte.

## Equipas
As equipas que podiam participar nas diferentes carreiras dependia da categoria das mesmas. A maior nível de uma carreira podiam participar equipas a mais nível. As equipas UCI World Team, só podiam participar das carreiras .1 e .HC mas tinham cota limitada para competir.
| Categoria                        | Categoria                        | Equipas                                                                                            |
| -------------------------------- | -------------------------------- | -------------------------------------------------------------------------------------------------- |
| align="center" \|.HC             | 1.hc (Carreira de um dia)        | * ProTeam (max 65%) * Profissionais Continentais * Continentais * Selecções nacionais              |
| align="center" \|.HC             | 2.hc (Carreira de vários dias)   | * ProTeam (max 65%) * Profissionais Continentais * Continentais * Selecções nacionais              |
| align="center" \|.1              | 1.1 (Carreira de um dia)         | • ProTeam (max 50%) • Profissionais Continentais • Continentais • Selecções nacionais              |
| align="center" \|.1              | 2.1 (Carreira de vários dias)    | • ProTeam (max 50%) • Profissionais Continentais • Continentais • Selecções nacionais              |
| align="center" \|.2              | 1.2 (Carreira de um dia)         | • Profissionais Continentais • Continentais • Selecções nacionais • Selecções regionais • Amadoras |
| align="center" \|.2              | 2.2 (Carreira de vários dias)    | • Profissionais Continentais • Continentais • Selecções nacionais • Selecções regionais • Amadoras |
| align="center" \| .Ncup (sub-23) | 1.ncup (Carreira de um dia)      | • Selecções nacionais • Selecções mistas                                                           |
| align="center" \| .Ncup (sub-23) | 2.ncup (Carreira de vários dias) | |

## Calendário
As seguintes são as carreiras que compuseram o calendário UCI America Tour aprovado pela UCI.
| UCI America Tour de 2019 | UCI America Tour de 2019 | UCI America Tour de 2019             | UCI America Tour de 2019 | UCI America Tour de 2019 |
| Data                     | País                     | Corrida                              | Vencedor                 |                          |
| ------------------------ | ------------------------ | ------------------------------------ | ------------------------ | ------------------------ |
| 23 out. – 1 nov.         | Guatemala                | Volta à Guatemala                    | Alfredo Ajpacajá         |                          |
| 15 – 20 nov.             | México                   | Vuelta Michoacán                     | Nicolás Paredes          |                          |
| 12 dez.                  | Costa Rica               | Gran Premio FECOCI                   | William Muñoz            |                          |
| 13 dez.                  | Costa Rica               | Gran Premio Comité Olímpico Nacional | Óscar Quiroz             |                          |
| 16 – 25 dez.             | Costa Rica               | Volta à Costa Rica                   | Brian Salas              |                          |
| 11 – 18 jan.             | Venezuela                | Volta ao Táchira                     | Jimmy Briceño            |                          |
| 27 jan. – 3 fev.         | Argentina                | Vuelta a San Juan                    | Winner Anacona           |                          |
| 12 – 17 fev.             | Colômbia                 | Tour Colombia                        | Miguel Ángel López       |                          |
| 25 fev. – 3 mar.         | República Dominicana     | Volta Independência Nacional         | Robinson Chalapud        |                          |
| 6 – 10 mar.              | Chile                    | Vuelta Ciclista a Chiloé             | Óscar Sevilla            |                          |
| 4 – 7 abr.               | Estados Unidos           | Joe Martin Stage Race                | Stephen Bassett          |                          |
| 12 – 21 abr.             | Uruguai                  | Vuelta Ciclista del Uruguay          | Walter Vargas            |                          |
| 1 – 5 mai.               | Estados Unidos           | Tour de Gila                         | James Piccoli            |                          |
| 27 mai.                  | Estados Unidos           | Winston-Salem Cycling Classic        | Ulises Castillo          |                          |
| 13 – 16 jun.             | Canadá                   | Coupe des nations Ville Saguenay     | Nickolas Zukowsky        |                          |
| 19 – 23 jun.             | Canadá                   | Tour de Beauce                       | Brendan Rhim             |                          |
| 7 jul.                   | Canadá                   | White Spot / Delta Road Race         | Sam Bassetti             |                          |
| 9 – 14 jul.              | Venezuela                | Vuelta Ciclista a Miranda            | Wilson Haro              |                          |
| 12 jul.                  | Estados Unidos           | Chrono Kristin Armstrong             | Serghei Tvetcov          |                          |
| 13 jul.                  | Guatemala                | Gran Premio Guatemala                | Julian Yak               |                          |
| 14 jul.                  | Guatemala                | Gran Premio Chapin                   | Brayan Ríos              |                          |
| 17 – 24 jul.             | Venezuela                | Volta à Venezuela                    | Orluis Aular             |                          |
| 2 – 11 ago.              | França                   | Tour de Guadalupe                    | Adrien Guillonnet        |                          |
| 12 – 18 ago.             | Estados Unidos           | Tour de Utah                         | Ben Hermans              |                          |

## Classificações finais
As classificações finais foram as seguintes:

### Individual
Integraram-na todos os ciclistas americanos que conseguiram pontos podendo pertencer tanto a equipas amadoras como profissionais.
| Posição | Corredor               | Equipa                | Pontos  |
| ------- | ---------------------- | --------------------- | ------- |
| 1.º     | Egan Bernal            | INEOS                 | 3346,75 |
| 2.º     | Nairo Quintana         | Movistar              | 1830    |
| 3.º     | Michael Woods          | EF Education First    | 1684    |
| 4.º     | Richard Carapaz        | Movistar              | 1607    |
| 5.º     | Miguel Ángel López     | Astana                | 1450,5  |
| 6.º     | Sergio Higuita         | EF Education First    | 1307,5  |
| 7.º     | Fernando Gaviria       | UAE Emirates          | 834     |
| 8.º     | Daniel Felipe Martínez | EF Education First    | 678,83  |
| 9.º     | Iván Ramiro Sosa       | INEOS                 | 668,5   |
| 10.º    | Álvaro Hodeg           | Deceuninck-Quick Step | 594,63  |

| Posições 11º ao 20º | Posições 11º ao 20º    | Posições 11º ao 20º    | Posições 11º ao 20º |
| ------------------- | ---------------------- | ---------------------- | ------------------- |
| 11.º                | Tejay van Garderen     | EF Education First     | 575,5               |
| 12.º                | Rigoberto Urán         | EF Education First     | 499,83              |
| 13.º                | Carlos Betancur        | Movistar               | 492                 |
| 14.º                | James Piccoli          | Elevate-KHS            | 471                 |
| 15.º                | Orluis Aular           | Matrix-Powertag        | 451                 |
| 16.º                | Robinson Chalapud      | Medellín               | 337,86              |
| 17.º                | Maximiliano Richeze    | Deceuninck-Quick Step  | 328,95              |
| 18.º                | Ignacio de Jesús Prado | Canel's-Specialized    | 327                 |
| 19.º                | Edwin Ávila            | Israel Cycling Academy | 327                 |
| 20.º                | Brandon McNulty        | Rally UHC              | 325                 |

### Equipas
A partir de 2019 e devido a mudanças regulamentares, só as equipas profissionais do continente, excetuando os de categoria UCI Pro Team, entraram nesta classificação. Se confeccionaram com a somatória de pontos que obtinha uma equipa com os 10 corredores que mais pontos tinham obtido, independentemente do continente no que o ciclista os tinha conseguido.
| Posição | Equipa              | Pontos  |
| ------- | ------------------- | ------- |
| 1.º     | Medellín            | 1440,02 |
| 2.º     | Rally UHC           | 1339    |
| 3.º     | Floyd's             | 1040    |
| 4.º     | Hagens Berman Axeon | 1034,33 |
| 5.º     | Canel's-Specialized | 809     |

| Posições desde o 6º até 10º | Posições desde o 6º até 10º                   | Posições desde o 6º até 10º |
| Posição                     | Equipa                                        | Pontos                      |
| --------------------------- | --------------------------------------------- | --------------------------- |
| 6.º                         | Elevate-KHS                                   | 743                         |
| 7.º                         | Movistar Equador                              | 674                         |
| 8.º                         | Manzan Postobón                               | 650                         |
| 9.º                         | Coldeportes Bicicletas Strongman              | 460                         |
| 10.º                        | São Francisco Saúde/Klabin/SME Ribeirão Preto | 329                         |

### Países
Se confecciona mediante os pontos dos 8 melhores ciclistas de um país, não só os que conseguiram neste Circuito Continental, mas também os conseguidos em todos os circuitos, também se um corredor de um país deste circuito, só conseguiu pontos em outro circuito (Europa, Ásia, Africa, Oceania), seus pontos iam a esta classificação.
| Posição | País           | Pontos   |
| ------- | -------------- | -------- |
| 1.º     | Colômbia       | 10710,71 |
| 2.°     | Canadá         | 3251     |
| 3.º     | Equador        | 3063,5   |
| 4.º     | Estados Unidos | 2492,33  |
| 5.º     | Costa Rica     | 1077     |

| Posições desde o 6º até 10º | Posições desde o 6º até 10º | Posições desde o 6º até 10º |
| Posição                     | Equipa                      | Pontos                      |
| --------------------------- | --------------------------- | --------------------------- |
| 6.º                         | Venezuela                   | 947                         |
| 7.º                         | México                      | 792                         |
| 8.º                         | Guatemala                   | 792                         |
| 9.º                         | Argentina                   | 769,95                      |
| 10.º                        | Chile                       | 650                         |

### Países sub-23
| Posição | País           | Pontos  |
| ------- | -------------- | ------- |
| 1.º     | Colômbia       | 5792,75 |
| 2.º     | Equador        | 916,5   |
| 3.º     | Estados Unidos | 791,4   |
| 4.º     | Costa Rica     | 549     |
| 5.º     | Canadá         | 390,33  |

## Evolução das classificações
| Data            | Classificação individual | Classificação por equipas | Classificação por países | Classificação por países sub-23 |
| --------------- | ------------------------ | ------------------------- | ------------------------ | ------------------------------- |
| 31 de janeiro   | Miguel Ángel López       | Rally UHC                 | Colômbia                 | Colômbia                        |
| 28 de fevereiro | Miguel Ángel López       | Rally UHC                 | Colômbia                 | Colômbia                        |
| 31 de março     | Miguel Ángel López       | Rally UHC                 | Colômbia                 | Colômbia                        |
| 30 de abril     | Miguel Ángel López       | Rally UHC                 | Colômbia                 | Colômbia                        |
| 31 de maio      | Miguel Ángel López       | Rally UHC                 | Colômbia                 | Colômbia                        |
| 30 de junho     | Miguel Ángel López       | Rally UHC                 | Colômbia                 | Colômbia                        |
| 31 de julho     | Egan Bernal              | Rally UHC                 | Colômbia                 | Colômbia                        |
| 31 de agosto    | Egan Bernal              | Medellín                  | Colômbia                 | Colômbia                        |
| 30 de setembro  | Egan Bernal              | Medellín                  | Colômbia                 | Colômbia                        |
| 22 de outubro   | Egan Bernal              | Medellín                  | Colômbia                 | Colômbia                        |
| Final           | Egan Bernal              | Medellín                  | Colômbia                 | Colômbia                        |